# 浮江乡
浮江乡，是中华人民共和国江西省赣州市大余县下辖的一个乡镇级行政单位。

## 行政区划
浮江乡下辖以下地区：
浮江村、山南村、竹木村、车里村、洪水寨村和双田村。